# ACF Modena Euromobil
Modena Calcio Femminile – włoski klub piłki nożnej kobiet, mający siedzibę w mieście Modena, na północy kraju.

## Historia
Chronologia nazw:
- 1984: A.C.F. Modena
- 1986: A.C.F. Modena Ritt Jeans
- 1987: A.C.F. Modena Euromobil
- 19??: Real Saliceta Calcio Femminile di Baggiovara di Modena
- 1995: Modena Calcio Femminile Forese Nord
- 1996: Modena Calcio Femminile
- 1997: Modena Amadio
- 1998: Modena Calcio Femminile

Klub piłkarski A.C.F. Modena został założony w 1984 roku. W 1984 zespół startował w Serie B. Przed rozpoczęciem sezonu 1985 do klubu przyłączył się Airtronic Piacenza grający w Serie A. Klub z siedzibę w Modenie zajął miejsce Piacenzy w Serie A, debiutując w najwyższej lidze. W 1986 zmienił nazwę na Modena Ritt Jeans, a w 1987 na Modena Euromobil. W 1986 osiągnął swój pierwszy sukces, zdobywając Puchar kraju, w 1988 powtórzył ten sukces. Po zakończeniu sezonu 1989/90 klub zrezygnował z rozgrywek w Serie A. 
W 1993 jako Real Saliceta Calcio Femminile powrócił do Serie B. W sezonie 1995/96 zmienił nazwę na Modena Calcio Femminile Forese Nord i zajął pierwsze miejsce w grupie B Serie B. Powrót do Serie A był bardzo udanym, w pierwszym sezonie po dłuższej przerwie zdobyto mistrzostwo kraju. Klub znalazł nowego sponsora i zmienił nazwę na Modena Amadio. W 1998 znów zdobył tytuł mistrzowski. Jednak w następnym sezonie 1998/99 zajął spadkowe 14.miejsce i został zdegradowany do Serie B. Jednak klub nie przystąpił do rozgrywek i został rozwiązany.

## Stadion
Klub rozgrywa swoje mecze domowe na stadionie Alberto Braglia w Modenie, który może pomieścić 21000 widzów.

## Sukcesy

### Trofea międzynarodowe
Nie uczestniczył w rozgrywkach europejskich (stan na 01-01-2017).

### Trofea krajowe
- Serie A (I poziom):
  - mistrz (2): 1996/97, 1997/98

- Serie B (II poziom):
  - mistrz (1): 1995/96 (grupa B)

- Puchar Włoch:
  - zdobywca (1): 1986, 1988